# Uí Fiachrach
les Uí Fiachrach sont une dynastie royale dont les descendants règnent sur le coicead ou cinquième de Connacht, une province de l'ouest de l'Irlande, à différentes époques à partir du milieu du premier millénaire. Ils prétendaient êtres issu de  Fiachrae, un demi-frère aîné de Niall Noigiallach ou « Niall aux neuf otages ». Fiachrae et ses deux frères germains, Brion et Ailill, furent les ancêtres de la dynastie des rois de Connacht  qui donna ensuite son nom à la province; Leur mère fut Mongfind.

## Histoire
Les deux autres dynasties Connachta étaient les Uí Briúin - descendants de Brion - et les Uí Ailello - descendants d’Ailill. Cette dernière a sombré dans l’obscurité à un stade précoce, mais les Uí Fiachrach et Ui Briuin et leurs nombreux septs ont occupé une place importante dans l’histoire du Connacht pendant mille ans. Au XIIe siècle, un descendant de Uí Briúin, Ruaidri mac Tairrdelbach Ua Conchobair, devint Ard ri Erenn. Les Uí Fiachrach se scindent en deux branches distinctes, territorialement éloignées l'une de l'autre et un sept le Fír Chera: 
Les Uí Fiachrach Aidhne installés dans le royaume d'Aidhne s'établissent en tant que nouvelle dynastie dirigeante pendant que les Uí Fiachrach Muaidhe  demeurent basés le long de la rivière Moy, dans l'actuel comté de Mayo et le comté de Sligo. Il semble toutefois qu’ils aient constitué une puissance unique et aient assujettis ou  levés le tribut sur des tribus et des nations plus anciennes situées entre Aidhne et Muaide, mais ils perdent leur emprise sur le Connacht au début du VIIIe siècle, et restent ensuite confinés à leur domaine propre.
Les Uí Fiachrach Aidhne étaient délimités au nord et à l'est par le puissant royaume indépendant de Hy-Many ou Uí Maine; à l'ouest par Lough Lurgan (baie de Galway) et le Corco Mo Druad (Corcomroe); et au sud par Déisi Tuisceart (plus tard le Dál gCais, plus tard encore les O'Brien de Thomond). Les gains territoriaux réalisés par l'Uí Fiachrach ont été perdus et le royaume semble être revenu à sa taille initiale lors de son histoire ultérieure. Pendant huit cents ans jusqu'au milieu du XIIe siècle le Cenél Guire c'est-à-dire le Clan O'Cleary les dirige. Leurs parents du Clan O'Shaughnessy et du Clan O'Hynes continuent à gouverner leurs domaines jusqu'aux confiscations territoriales de la décennie 1690 et du début du XVIIIe siècle.
Les Uí Fiachrach Muaidhe contrôlent l'actuel comté de Sligo et une grande partie du nord et du centre du Comté de Mayo. En 982 Áedh Ua Dubhda (c'est-à-dire: Áedh petit-fils de Dubhda), roi des Uí Fiachrach Muaidhe, disparaît  « d'une mort paisible ». Il est le premier membre de cette dynastie à adopter le patronyme de O'Dubhda (anglicisé en O'Dowd ou Dowd). Brian, Melaghlin Carragh, Connor Óge, et Murtogh mac Connor O'Dubhda combattent lors de la  seconde bataille d'Athenry en 1316, seul Brian y survécu.  Cependant au XIVe siècle leur pouvoir se réduit à leur domaine propre entièrement constitué par la  baronnie de Tireragh. Pour cette raison ils ne sont plus reconnus comme « Roi » mais comme Taoiseach (c'est-à-dire: Chef) des Uí Fiachrach Muaidhe.
À cette époque, la lignée devient le mécène du Clan Mac Fhir Bhisigh, une famille d'historiens héréditaires et de juges. C'est pour cette raison que les O'Dubhda se singularisent en ayant le rituel de leur cérémonie d'intronisation préservée dans le « Grand Livre de Lecan ». Cet ouvrage composé entre 1397 et 1418 à Enniscrone en Tireagh, était une commande de Tadhg Riabhach O'Dubhda.
Un Tadgh O' Dubhda postérieur, Tadhg Buí, devient Taoiseach en 1595. En 1601 il mène les Hommes des Uí Fiachrach pour un combat dans le sud à Kinsale et il n'en revint jamais. Une tradition avance qu' « Il survit à la bataille et s'établit dans le comté de Kerry, où se famille sera plus tard connue sous le nom de Doody ». Le dernier véritable O'Dubhda issu des Uí Fiachrach est Dathi Óg, patron et seigneur de Dubhaltach MacFhirbhisigh. Les porteurs du nom sont toujours dispersés dans comtés de Sligo, Mayo et Galway.

## Sources
- (en) Francis John Byrne, Irish Kings and High-Kings, Londres, Batsford, 1973 (ISBN 0-7134-5882-8)
- (en) T.W Moody, F.X. Martin, F.J. Byrne A New History of Ireland IX Maps, Genealogies, Lists. A companion to Irish History part II . Oxford University Press réédition 2011  (ISBN 9780199593064) Kings of Connacht to 1224 p. 138.